# Euphorbia confluens
Euphorbia confluens är en törelväxtart som beskrevs av Gert Cornelius Nel. Euphorbia confluens ingår i släktet törlar, och familjen törelväxter. Inga underarter finns listade i Catalogue of Life.